# Paço dos Condes de Barcelos

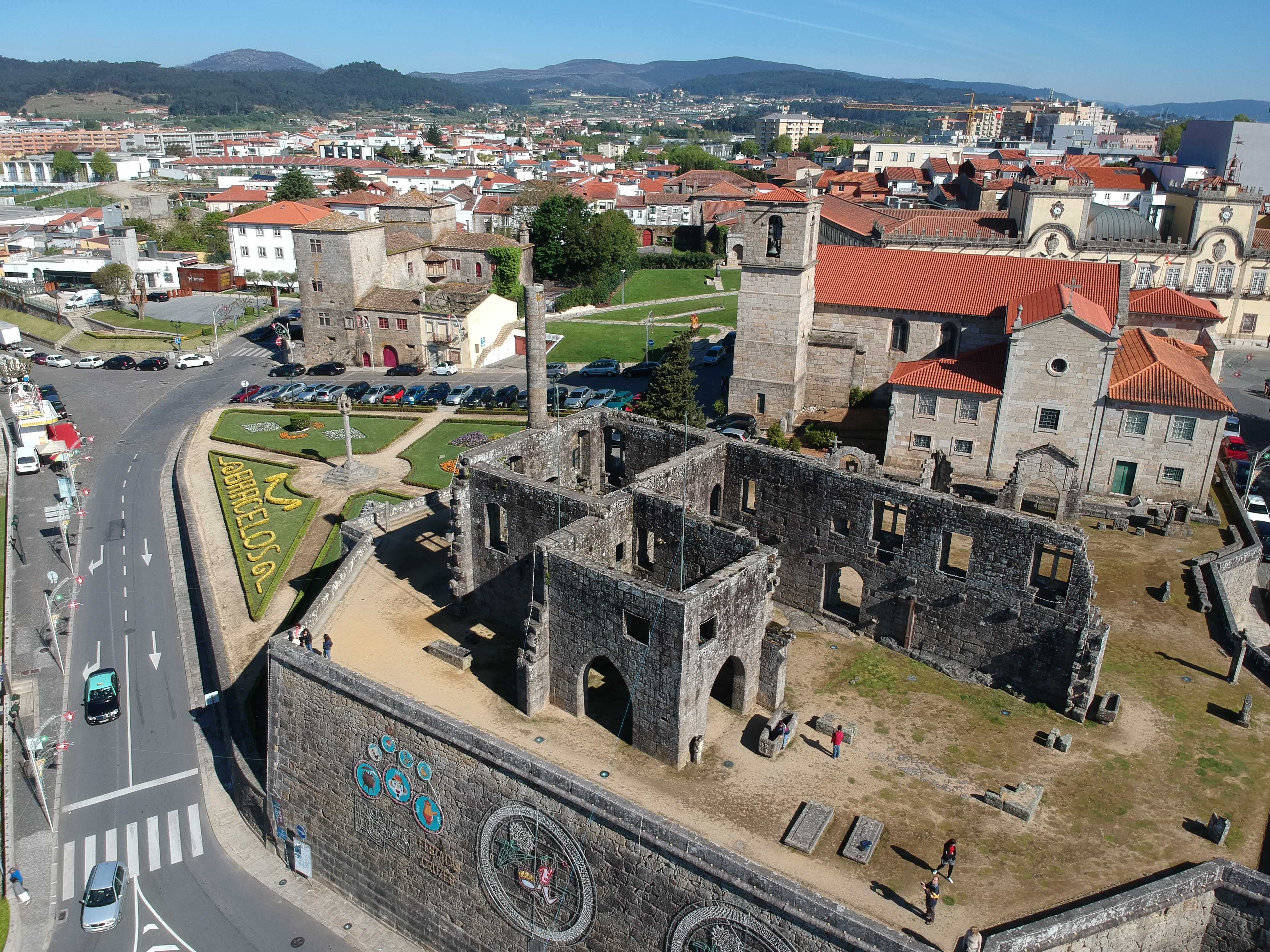
Paço dos condes de Barcelos, Portugal.

O Paço dos Condes de Barcelos, também referido como Paço dos Duques de Bragança, localiza-se na freguesia de Barcelos, cidade e município do mesmo nome, distrito de Braga, em Portugal.
Encontra-se classificado como Monumento Nacional desde 1910. 

## História
Foi erguido na primeira metade do século XV por iniciativa de Afonso I, Duque de Bragança, constituindo-se em um castelo apalaçado. Constituiu-se na edificação mais rica de Barcelos à época em que foi construído.
A decadência deste Paço iniciou-se em finais do século XVIII.
Nas ruínas hoje, já não é visível a primitiva torre, que se situava entre a Ponte de Barcelos e as quatro primitivas chaminés. Ela terá sido bastante danificada quando do terramoto de 1755, vindo a ruir definitivamente em 1801. Em 1872, diante do estado ruinoso do edifício, o município de Barcelos, determinou demolir o que restava. Essa demolição jamais chegou a concretizar-se na totalidade, devido a diversos protestos populares. O que nos restou - pouco mais do que algumas paredes e uma chaminé tubular -, não consegue dar-nos ideia da sua grandeza original 
No início do século XX, as suas ruínas passaram a albergar o Museu Arqueológico de Barcelos.

## Características
Erguido em estilo gótico, apresentava planta retangular com as dimensões de cerca de 32 metros por 16 metros. Nele se destacavam quatro chaminés de grande altura. 